# Karl Arning
Karl Arning (Berlino, 10 febbraio 1892 – Amburgo, 17 novembre 1964) è stato un generale tedesco della Wehrmacht durante la seconda guerra mondiale.

## Biografia
Arning si arruolò nell'esercito imperiale tedesco nel 1912. Alla fine del dicembre del 1920, si ritirò dall'esercito col grado di tenente dopo aver combattuto nella prima guerra mondiale.
Decise poco dopo di unirsi alla Wehrmacht con la quale fu impegnato nel corso della seconda guerra mondiale. Fu tra gli altri incarichi colonnello comandante del 24º reggimento granatieri nella 21ª divisione di fanteria. Dal giugno al luglio del 1944 sostituì Hermann Hohn come comandante della 72ª divisione di fanteria. nell'aprile del 1945, Arning venne nominato comandante della 75ª divisione di fanteria con la quale prese parte all'offensiva nella Bassa Slesia, sul fronte orientale, parte dell'offensiva sulla Vistola e sull'Oder.
Arning venne fatto prigioniero di guerra dagli Alleati nel maggio del 1945 e rilasciato nell'ottobre del 1955.